# Geraldton
Geraldton es una ciudad de la región de Mid West en Australia Occidental, ubicada a 424 kilómetros al norte de la capital estatal, Perth. De acuerdo con estimaciones en 2012, su población era de 38.030 habitantes, lo que la convierte en la cuarta ciudad más grande de Australia Occidental. Geraldton es la sede del gobierno del distrito, la Ciudad de Gran Geraldton, el cual también incorpora al pueblo de Mulleva y vastas áreas rurales que anteriormente formaban las shires de Greenough y Mulleva. La ciudad es un importante centro de abastecimiento y servicios para las industrias regionales de minería, pesca, trigo, ovejas y turismo.

## Historia
Aunque muchos exploradores europeos habían encontrado o incluso naufragado en el archipiélago de Houtman Abrolhos a unos 60 km al oeste de Geraldton en los siglos XVII y XVIII, no existe evidencia de que alguno de ellos haya desembarcado en la ubicación actual de la ciudad.
El explorador George Grey, mientras se encontraba en su segunda desastrosa expedición a lo largo de la costa occidental de Australia, pasó por el futuro lugar de Geraldton el 7 de abril de 1839.
Una década después, el explorador Augustus Gregory estuvo por la zona. Descubrió plomo en el río Murchinson. Así fue que la mina Geraldine fue construida, nombrada en honor al cuarto gobernador de Australia Occidental, Charles Fitzgerald. El pueblo de Geraldton fue incorporado en 1850, también recibiendo su nombre en honor al gobernador Fitzgerald.

## Atracciones
Una importante atracción de la ciudad es la catedral católica San Francisco Javier, cuya construcción comenzó en 1916 pero no fue completada sino hasta 1938. La catedral fue diseñada por monseñor John Hawes quien era sacerdote y arquitecto. El faro Moore Point fue repintado y establecido como otra atracción cultural de Geraldton a inicios del siglo XXI.
También existe un memorial en honor al crucero de la Segunda Guerra Mundial HMAS Sidney, ubicado cerca de la cumbre de Mount Scott. El monumento reconoce la pérdida del crucero ligero durante un duro enfrentamiento contra el crucero auxiliar alemán Kormoran cerca de Shark Bay en noviembre de 1941, batalla que resultó en la muerte de los 645 tripulantes de las dos naves. Un memorial temporal fue establecido allí en 1998 que consistía en una piedra grande coronada por un mástil de bandera y una placa conmemorativa de bronce. Un monumento permanente compuesto de cuatro elementos principales: una estela similar a la proa del barco, una pared de granito con los nombres de los miembros de la compañía del buque escrita en la misma, una estatua de bronce de una mujer mirando al mar y esperando en vano el regreso del HMAS Sydney, y un domo hecho con 645 gaviotas de acero inoxidable, fue inaugurado el 18 de noviembre de 2001, el día después del 60 aniversario de la batalla. En mayo de 2009, el memorial fue reconocido por el gobierno australiano como de importancia nacional.

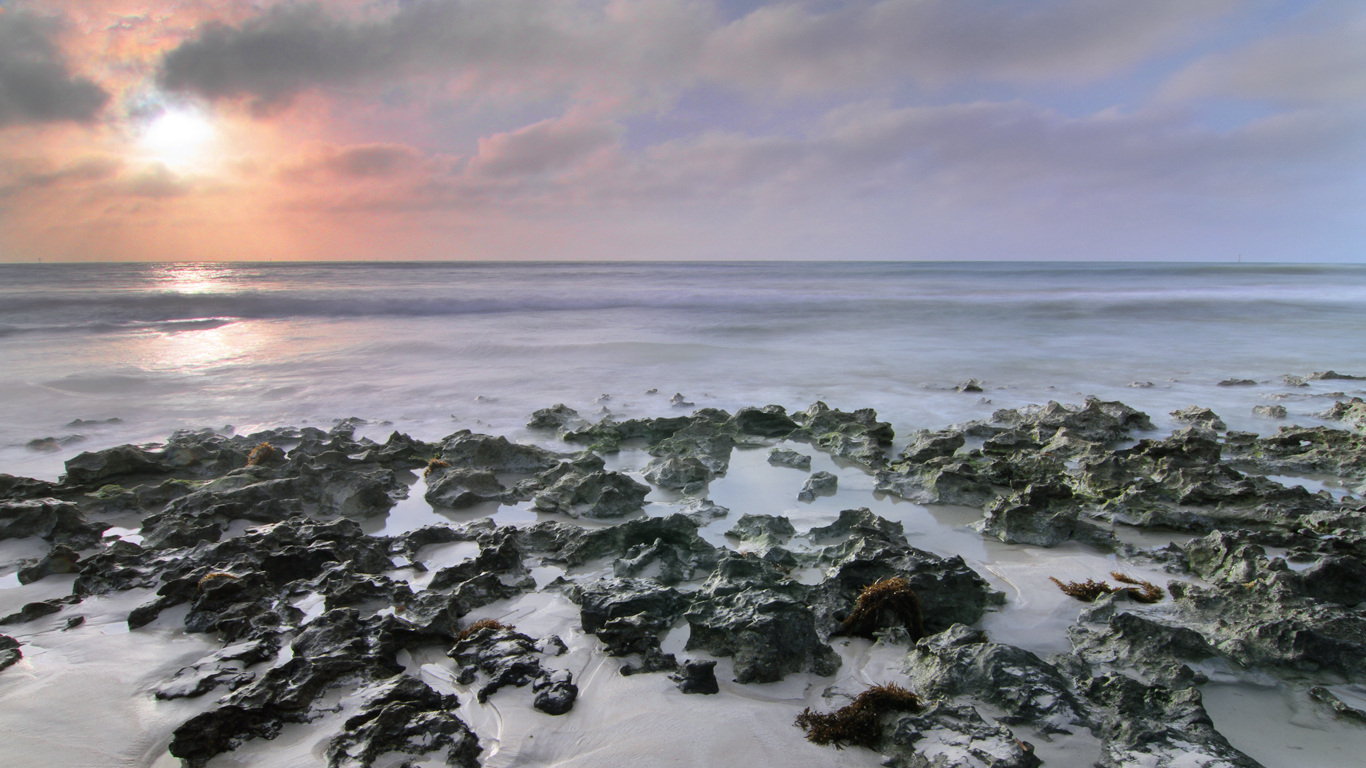
Playa de St Georges

Pintorescas playas como la playa de St Georges rodean a Geraldton, y la franja costera ha sido remodelada recientemente para poder albergar áreas de esparcimiento que incluyen actividades acuáticas, canchas de baloncesto y áreas cubiertas para personas de diferentes edades.
El surf es una actividad popular en Geraldton y sus alrededores. Entre los lugares populares para surfear se encuentran Flat Rocks, Back Beach, Greenough, Glenfield y Sunset Beach. Geraldton también es conocida internacionalmente por ser un importante lugar para la práctica del windsurf. Un popular lugar para la práctica de este deporte es Coronation Beach, ubicada justo al norte de la ciudad.
Existen varios lugares cerca de la costa en los que se puede hacer buceo de barcos hundidos, incluyendo el South Tomi, que fue hundido en 2004.
Gerladton también cuenta con una industria de carreras de caballos importante, y desde 1887 ha sido la sede del Geraldton Gold Cup.

## Infraestructura
Geraldton cuenta con varios hoteles, moteles, discotecas, bares y estadios.
Geradlton está dentro de la cobertura de la mayoría de las compañías de telefonía móvil, y cuenta con servicios de internet 3G y 4G proveídos por Telstra y Optus. Nbnco también provee servicios de telefonía inalámbrica en algunas zonas y ha introducido internet de alta velocidad por fibra óptica en algunas partes de Geraldton.
La Biblioteca Regional de Gran Geraldton está abierta siete días a la semana. Provee acceso gratuito a internet y es un hotspot de wifi, lo que permite a los turistas utilizarlo para videollamadas, compras en línea y otros.

## Educación

### Educación terciaria
El Geraldton University Center es un centro de educación sin fines de lucro que provee servicios de apoyo y cursos universitarios en Geraldton en nombre de varias universidades. El centro es el primero en su tipo en Australia con cupos universitarios asignados específicamente para Geraldton, lo que permite a los estudiantes estudiar en su región local mientras viven y trabajan en Mid West. La mayoría de los graduados ahora trabajan en regiones Australia Occidental. El número de estudiantes ha crecido de 20 estudiantes en 2001 a 180 en 2010 en todo tipo de programas.

### Escuelas secundarias
| Escuela                       | Grados de estudio | Tipo    |
| ----------------------------- | ----------------- | ------- |
| Geraldton Senior College      | 10–12             | Pública |
| John Willcock College         | 8–9               | Pública |
| Nagle Catholic College        | 7–12              | Privada |
| Geraldton Grammar School      | Kindergarten – 12 | Privada |
| Strathalbyn Christian College | Kindergarten – 12 | Privada |

## Entretenimiento
Geraldton tiene una gran variedad de clubes, cines y auditorios. Queens Park Theatre es un importante centro de entrenimientos y conferencias. Orana Cinemas ofrecen las últimas películas. Durante los meses de veranos, Sun City Cinema por lo general se proyecta una película en un costado del Domo en Foreshore Drive. Geraldton atrae varios carnavales ambulantes y circos. Los carnavales por lo general se asientan el Maitland Park y los circos en Eadon Clarke Oval. Cerca de Beachlands existe una gran variedad de bares y discotecas. The Vibe, Geraldton Beach Hotel y otros se encuentra cerca del centro de la ciudad.

### Deportes
Geraldton cuenta con un gran número de equipos deportivos, desde fútbol australiano, baloncesto, netball y fútbol, hasta de deportes más nuevos y excitantes como el Roller Derby, formado en febrero de 2013 como el Geraldton Roller Derby League. En Geraldton también se practica mucho el surf, windsurf y otros deportes de playa.

## Alrededores

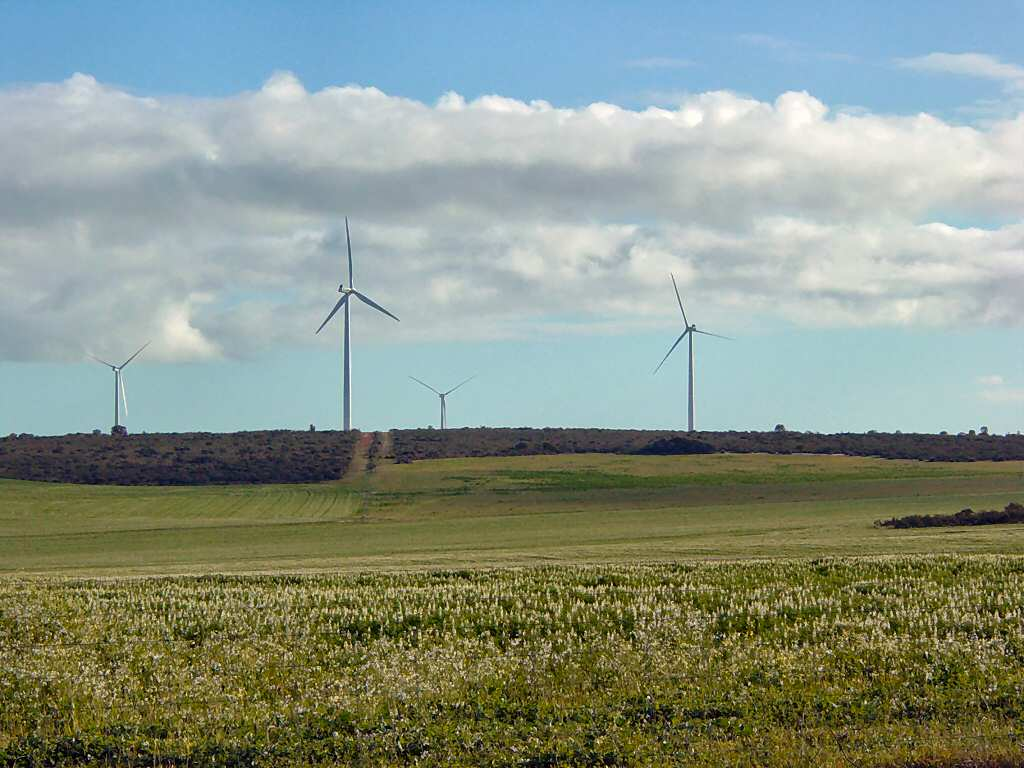
Turbinas eólicas en el Walkaway Wind Farm.

Al norte de Gerladton se encuentra el pueblo de Northampton, al igual que el Principado de Hutt River, un área que asegura ser una nación independiente desde que autoproclamó su secesión de Australia Occidental en 1969. Las islas de Houtman Abrolhos están a 60 kilómetros al oeste de Geraldton. Son famosas debido al naufragio del buque neerlandés Batavia en 1629. Partes del naufragio, además de otros artefactos, son exhibidos hoy en día en el Museo de Australia Occidental. La Walkaway Wind Farm, a 25 kilómetros al sur de Geraldton, fue completada en agosto de 2005. Cuenta con 54 turbinas de 80 metros de altura y producen 1.8 MW cada una.

### Australian Defence Satellite Communications Station
La Australian Defence Satellite Communications Station (ADSCS) está ubicada en Kojarena, cerca de Geraldton.

## Transporte
Geraldton cuenta con un servicio de buses urbanos operado por TransGeraldton y está conectado a Perth por las líneas N1, N2 y N3 de Transwa. QantasLink y Skywest Airlines proveen servicios aéreos desde el aeropuerto de Gerladton; aeropuerto que también es utilizado para aviación general.

## Prensa

### Radio
Servicios de radio disponibles en Geraldton
- 6 TTT (97.3FM) – (Estación de radio de acceso comunitario)
- ABC Midwest & Wheatbelt (6GN 828 AM) – Parte de la Red ABC Local Radio.
- ABC Radio National – (6ABCRN 99.7 FM).
- Triple J – (6JJJ 98.9 FM) – Música alternativa.
- ABC News Radio – (6PNN 101.3 FM) – Noticias y cobertura en vivo de la cámara de representantes.
- ABC Classic FM – (6ABCFM 94.9 FM) – Música clásica y Jazz.
- WAFM (96.5FM) – Música Top 40
- The Spirit Network (Radio 6BAY FM 98.1 \ 1512 AM) – Clásicos y formato para personas de 35 años o más.
- Radio Mama- 100.5FM- Estación para la comunidad aborigen.

### Televisión
Servicios de televisión en Geraldton:
- Australian Broadcasting Corporation (ABC) – ABC1, ABC2, ABC3, ABC News 24 (digitales)
- Special Broadcasting Service (SBS) – SBS One, SBS Two, SBS HD (digitales)
- WIN Television, un afiliado tanto de Nine Network como de Network Ten.
- GWN7 (Golden West Network), afiliado de Seven Network.

La programación es básicamente la misma que en las estaciones Seven, Nine y Ten en Perth, con variaciones en las noticias, eventos deportivos como la Australian Football League y la National Rugby League, programas para niños y publicidades. GWN7 produce programas de noticias regionales de 30 minutos todas las noches entre semana (con señal originada desde Bunbury) con un estudio de noticias basado en Geraldton que cubre el área local.

### Periódicos
El Geraldton Guardian es un periodo local de Geraldton y cubre también las regiones de Mid West y Wheatbelt en general. El Geraldton Guardian es publicado los lunes, miércoles y viernes. El Midwest Times es publicado los jueves y es gratuito para los residentes y negocios en Geraldton y Mid West.
Yamaji News, publicado desde 1995 por la Yamaji Languages Aboriginal Corporation, es un periódico quincenal de Geraldton que presenta historias y noticias que afectan a los ciudadanos aborígenes en los distritos de Gascoyne y Murchison.
Entre las fuentes de noticias digitales está Everything Geraldton, una compañía local y comunitaria. Cuenta con un sitio web, y una página en Facebook y para teléfonos móviles.

## Residentes notables
- Edith Cowan (1861-1932), la primera mujer en ser elegida al Parlamento de Australia, nació y fue criada en Glengarry Station.
- Xavier Herbert (1901–1984), escritor ganador del Premio Miles Franklin, nació en Geraldton
- Chris Mainwaring (1965-2007), jugador de fútbol australiano, fue el primer jugador del West Coast Eagles
- Melissa Price, parlamentaria por la División de Durack
- Randolph Stow (1935-2010), novelista. Su novela The Merry-Go-Round in the Sea tuvo lugar en la región de Geraldton en los años 1940.
- Tasma Walton, actriz de cine y televisión, esposa del comediante y productor y presentador de televisión australiano Rove McManus.

## Clima
Geraldton se encuentra en la zona de transición entre un clima mediterráneo y semiárido. En el invierno la temperatura es templada, con un promedio de 20 °C, y gran parte de la lluvia cae en este periodo. Esto se debe a que los frentes fríos que vienen desde Antártica y dan con la costa. En los meses de verano, la temperatura oscila entre los 31 y 32 °C, con algunos días incluso sobrepasando los 40 °C. La presión alta que viene desde la Gran Bahía Australiana envía vientos cálidos en dirección este a Geraldton y se forma una depresión en la costa oeste. El clima caliente por lo general se queda por unos días a medida que la depresión se traslada hacia el interior. Las brisas marinas vespertinas reducen un poco la temperatura de la costa todos los días y las temperaturas en los suburbios costeros de Geraldton (Tarcoola, Bluff Point y Seacreast) son por lo general más templados que los suburbios en el interior, como Strathlbyn, Woorree y Deepdale.
| Parámetros climáticos promedio de Geraldton | Parámetros climáticos promedio de Geraldton | Parámetros climáticos promedio de Geraldton | Parámetros climáticos promedio de Geraldton | Parámetros climáticos promedio de Geraldton | Parámetros climáticos promedio de Geraldton | Parámetros climáticos promedio de Geraldton | Parámetros climáticos promedio de Geraldton | Parámetros climáticos promedio de Geraldton | Parámetros climáticos promedio de Geraldton | Parámetros climáticos promedio de Geraldton | Parámetros climáticos promedio de Geraldton | Parámetros climáticos promedio de Geraldton | Parámetros climáticos promedio de Geraldton |
| Mes                                         | Ene.                                        | Feb.                                        | Mar.                                        | Abr.                                        | May.                                        | Jun.                                        | Jul.                                        | Ago.                                        | Sep.                                        | Oct.                                        | Nov.                                        | Dic.                                        | Anual                                       |
| ------------------------------------------- | ------------------------------------------- | ------------------------------------------- | ------------------------------------------- | ------------------------------------------- | ------------------------------------------- | ------------------------------------------- | ------------------------------------------- | ------------------------------------------- | ------------------------------------------- | ------------------------------------------- | ------------------------------------------- | ------------------------------------------- | ------------------------------------------- |
| Temp. máx. abs. (°C)                        | 47.7                                        | 47.3                                        | 45.2                                        | 39.4                                        | 36.6                                        | 29.5                                        | 29.0                                        | 31.6                                        | 36.1                                        | 40.7                                        | 43.8                                        | 46.8                                        | 47.7                                        |
| Temp. máx. media (°C)                       | 31.6                                        | 32.5                                        | 30.9                                        | 27.6                                        | 24.0                                        | 20.9                                        | 19.5                                        | 20.0                                        | 22.0                                        | 24.4                                        | 27.1                                        | 29.4                                        | 25.8                                        |
| Temp. mín. media (°C)                       | 18.3                                        | 19.1                                        | 17.9                                        | 15.4                                        | 12.9                                        | 11.0                                        | 9.5                                         | 8.9                                         | 9.2                                         | 10.9                                        | 13.8                                        | 16.3                                        | 13.6                                        |
| Temp. mín. abs. (°C)                        | 9.4                                         | 10.0                                        | 8.8                                         | 6.1                                         | 2.1                                         | 0.5                                         | -0.4                                        | 1.2                                         | 1.2                                         | 2.4                                         | 3.8                                         | 7.7                                         | -0.4                                        |
| Precipitación total (mm)                    | 5.7                                         | 11.0                                        | 15.9                                        | 24.1                                        | 69.9                                        | 100.4                                       | 92.7                                        | 64.5                                        | 32.5                                        | 19.0                                        | 9.3                                         | 5.4                                         | 448.6                                       |
| Fuente:                                     |                                             |                                             |                                             |                                             |                                             |                                             |                                             |                                             |                                             |                                             |                                             |                                             |                                             |